# Homogenic
Homogenic (settembre 1997) è il terzo album solista di Björk (il quarto, contando anche l'omonimo album solista del 1977).

## Descrizione
Le tracce di Homogenic sono un mix di musica elettronica (che trova il suo apice nel brano Pluto) e ricercati accompagnamenti di archi. Per la realizzazione di questo album, Björk interrompe la collaborazione con Nellee Hooper, che aveva prodotto i precedenti due album, in quanto, come affermato dall'artista, "entrambi avevano smesso di sorprendersi a vicenda". Inizialmente era nelle intenzioni di Björk produrre l'album da sola, ma, alla fine, fu messo insieme un team composto da Markus Dravs, Howie B, Guy Sigsworth e Mark Bell. Quest'ultimo produrrà la quasi totalità dell'album e collaborerà con l'artista nella realizzazione di numerosi album successivi.
Homogenic è un album più cupo dei due predecessori ed è fortemente influenzato dalle vicende personali della cantante. Il tema della canzone 5 Years è stato ipotizzato da diversi critici essere la fine della relazione con il musicista Tricky. La canzone So Broken, contenuta come bonus track nell'edizione giapponese dell'album, è ispirata alla vicenda di stalking subita dalla cantante a opera di Ricardo López, che attentò alla vita dell'artista, per poi suicidarsi. Unravel è il lamento di una persona innamorata, che però ancora conserva dei brevi lampi di speranza. Immature parla degli errori che si possono compiere in una relazione ed è stata ispirata dalla fine del rapporto con il musicista Goldie. Björk ha affermato che Pluto parla dell'"essere inebriati e aver bisogno di distruggere tutto per poter ricominciare da capo". I testi di Jóga e Bachelorette sono entrambi firmati dal poeta islandese Sjón, collaborazione scaturita dal desiderio di Björk di cantare testi epici. Jóga è stata scritta come un tributo alla migliore amica della cantante, chiamata appunto Jóga. Bachelorette fu inizialmente realizzata per la colonna sonora del film Io ballo da sola di Bernardo Bertolucci, ma in seguito Björk mandò un fax a Bertolucci, informandolo che la canzone sarebbe stata usata come traccia del suo album.
Il 26 aprile 2019 l'album viene rilasciato dalla One Little Independent Records anche in formato di musicassetta.

## Tracce
Edizione standard
1. Hunter – 4:15 (Björk)
2. Jóga – 5:05 (Björk, Sjón)
3. Unravel – 3:17 (Björk, Guy Sigsworth)
4. Bachelorette – 5:16 (Björk, Sjón)
5. All Neon Like – 5:53 (Björk)
6. 5 Years – 4:29 (Björk)
7. Immature (Mark Bell's Version) – 3:06 (Björk)
8. Alarm Call – 4:19 (Björk)
9. Pluto – 3:19 (Björk, Mark Bell)
10. All Is Full of Love – 4:32 (Björk)

Bonus tracks per il Giappone
1. Jóga (Howie B Main Mix) – 5:00 (Björk, Sjón)
2. Sod Off – 2:54 (Björk)
3. Immature (Björk's Version) – 2:48 (Björk)
4. So Broken (feat. Raimundo Amador) – 5:59 (Björk)
5. Nature Is Ancient – 3:20 (Björk, Mark Bell)
6. Jóga (Alec Empire Remix) – 8:44 (Björk, Sjón)

## Formazione
Di seguito sono elencati i musicisti che hanno suonato nel disco e il personale che ha collaborato alla sua realizzazione.

### Musicisti
- Alasdair Alloy – armonica a bicchieri
- Mark Bell – tastiera
- Björk – tastiera, voce
- Mike Brittain – contrabbasso
- Jeffrey Bryant – corno
- Paul Gardhaim – contrabbasso
- Isobel Griffiths – orchestra contractor
- Steve Henderson – timbales, timpani
- Yasuhiro Kobayashi – fisarmonica
- Chris Laurence – contrabbasso
- Trevor Morais – batteria, batteria elettrica
- Paul Pritchard – contrabbasso
- Frank Ricotti – rullante
- Guy Sigsworth – clavicordo, tastiera, organo a canne
- Mike Thompson – corno
- Helen Tunstall – arpa
- Strumenti a corda
  - Vaughan Armon, Sigurbjorn Bernhardsson, Mark Berrow, Ben Cruft, Sigrun Edvaldsdottir, Roger Garland, Wilf Gibson, Perry Mason, Jim McLeod, Perry Montague-Mason, Peter Oxer, Maciej Rakowski, Una Sveinbjarnardottir, Sif Tulinius, Gavyn Wright – violini
  - Roger Chase, Hrund Hardardottir, Bill Hawkes, Peter Lale, George Robertson, Moeidur Anna Sigurdardottir – viole
  - Sigurdur Bjarki Gunnarsson, Paul Kegg, Helen Liebmann, Martin Loveday, Jon R. Ornolfsson, John Tunnell – violoncelli

### Personale tecnico
- Björk – arrangiamenti, programmazione, composizione, produzione (tracce 1–6, 8, 9, 11–16)
- Howie B – programmazione, produzione (tracce 10, 11), missaggio
- Mark Bell – programmazione, composizione (tracce 9, 15), produzione (tracce 1, 2, 5–9, 11, 12, 14–16), drum programming, crew
- Danny Joe Brown Band – programmazione, assistenza al missaggio
- Richard Brown – programmazione
- Kirsten Cowie – assistenza al missaggio, assistenza
- Eumir Deodato – arrangiamenti, orchestration, transcription
- Marius de Vries – programmazione
- Markus Dravs – programmazione, produzione, ingegnere del suono, drum programming, crew
- Jason Groucott – assistenza al missaggio, assistenza
- James Loughrey – assistenza al missaggio, assistenza
- Sie Medway-Smith – assistenza al missaggio, assistenza
- Rob Murphy – assistenza al missaggio, assistenza
- Nilesh Patel – mastering[23]
- Russel Polden – assistenza al missaggio, assistenza
- Steve Price – ingegnere del suono
- Guy Sigsworth – composizione (traccia 3), produzione (traccia 3)
- Tony Stanton – copying
- Mark "Spike" Stent – missaggio, crew
- Rebecca Storey – assistenza al missaggio, assistenza
- Paul Walton – assistenza al missaggio
- Jason Westbrook – assistenza al missaggio, assistenza
- Alec Empire – produzione (traccia 16)
- Sigurjon "Sjón" Sigurdsson – composizione (tracce 2, 4, 11, 16)

### Copertina
- Alexander McQueen – direttore artistico
- Nick Knight – fotografia
- Katy England – acconciatura
- Me Company – sleeve design

## Classifiche
| Classifica (1997–98)                  | Posizione più alta |
| ------------------------------------- | ------------------ |
| Australia (ARIA)                      | 6                  |
| Austria (Ö3 Austria)                  | 5                  |
| Belgio (Ultratop Flanders)            | 6                  |
| Belgio (Ultratop Wallonia)            | 13                 |
| Canada (RPM)                          | 20                 |
| Finlandia (Musiikkituottajat)         | 10                 |
| Francia (SNEP)                        | 2                  |
| Germania (Offizielle Deutsche Charts) | 10                 |
| Norvegia (VG-lista)                   | 3                  |
| Nuova Zelanda (RIANZ)                 | 6                  |
| Paesi Bassi (MegaCharts)              | 12                 |
| Regno Unito (OCC)                     | 4                  |
| Scozia (OCC)                          | 8                  |
| Stati Uniti (Billboard 200)           | 28                 |
| Svezia (Sverigetopplistan)            | 5                  |
| Svizzera (Schweizer Hitparade)        | 13                 |